# Braniewo
Braniewo (německy Braunsberg in Ostpreußen, latinsky Brunsberga, prusky Brus, litevsky Prūsa) je město na severu Polska, v blízkosti ruské hranice ve Varmijsko-mazurském vojvodství, v okrese Braniewo, jehož je centrem. Žije zde přibližně 16 000 lidí. Leží na řece Pasłęka, asi 5 kilometrů od pobřeží Baltského moře (přesněji Viselského zálivu). V 16. a 17. století se Braniewu říkalo "Athény severu".
Braniewo je druhým největším městem Varmie (po Olštýnu) a jedním z historických center regionu.

## Historie
Braniewo bylo založeno ve 13. století. Název Brunsberg vznikl nejspíše ze jména olomouckého arcibiskupa Bruna ze Schauenburku, který v této oblasti doprovázel českého krále Přemysla Otakara II. v křižáckých výpravách německých rytířů proti starým Prusům (stejný původ názvu jako u české obce Brušperk), existuje ale i teorie, že se název odvozuje od německého Brusebergue, což znamená tábor Prusů. Město bylo tehdy součástí Pruska (později Německa), ale během livonské války ho tři roky okupovali Švédové. Za druhé světové války Braniewo dobyla Rudá armáda a bylo připojeno k Polsku.

### Vývoj počtu obyvatel
| Rok  | Počet obyvatel |
| ---- | -------------- |
| 1782 | 4 370          |
| 1831 | 7 144          |
| 1900 | 12 497         |
| 1925 | 13 900         |
| 1939 | 21 142         |
| 2004 | 18 068         |
| 2021 | 16 907         |

## Doprava
Braniewem prochází silnice číslo 54, která vede od rychlostní silnice S22 na hraniční přechod do Ruska Gronowo-Mamonovo.

## Pamětihodnosti

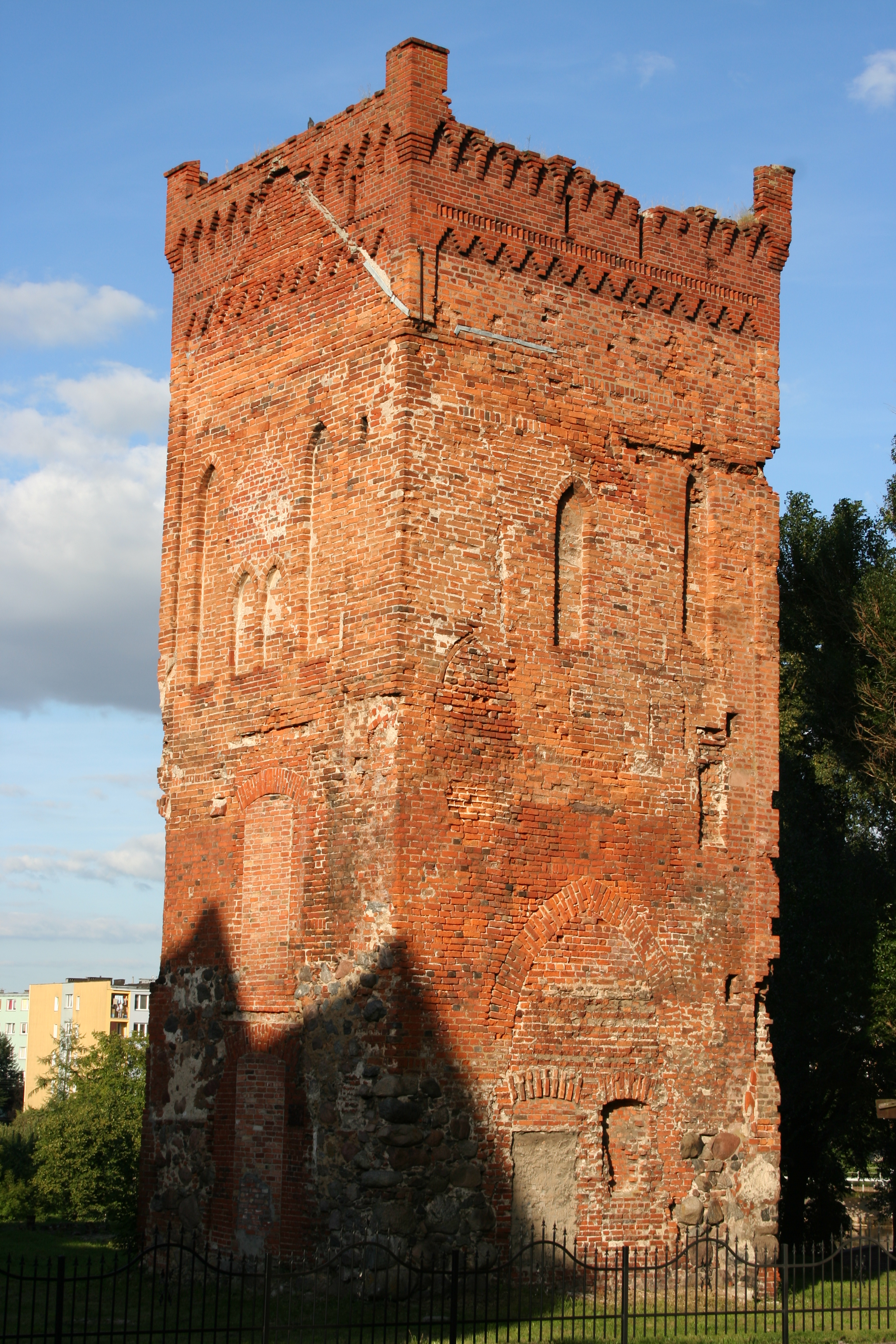
Braniewská věž, pozůstatek hradu ze 14. století
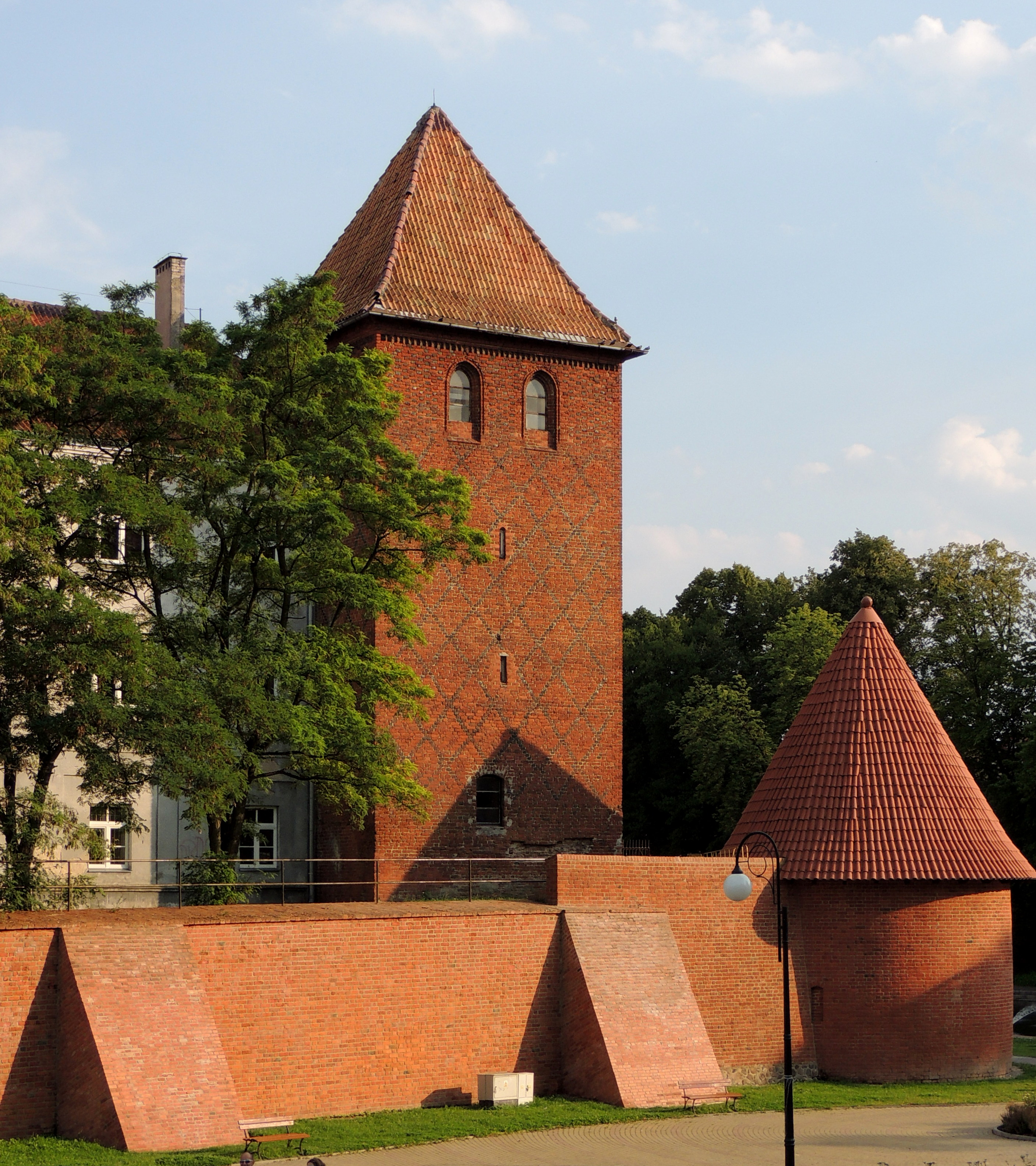
Opevnění s věží
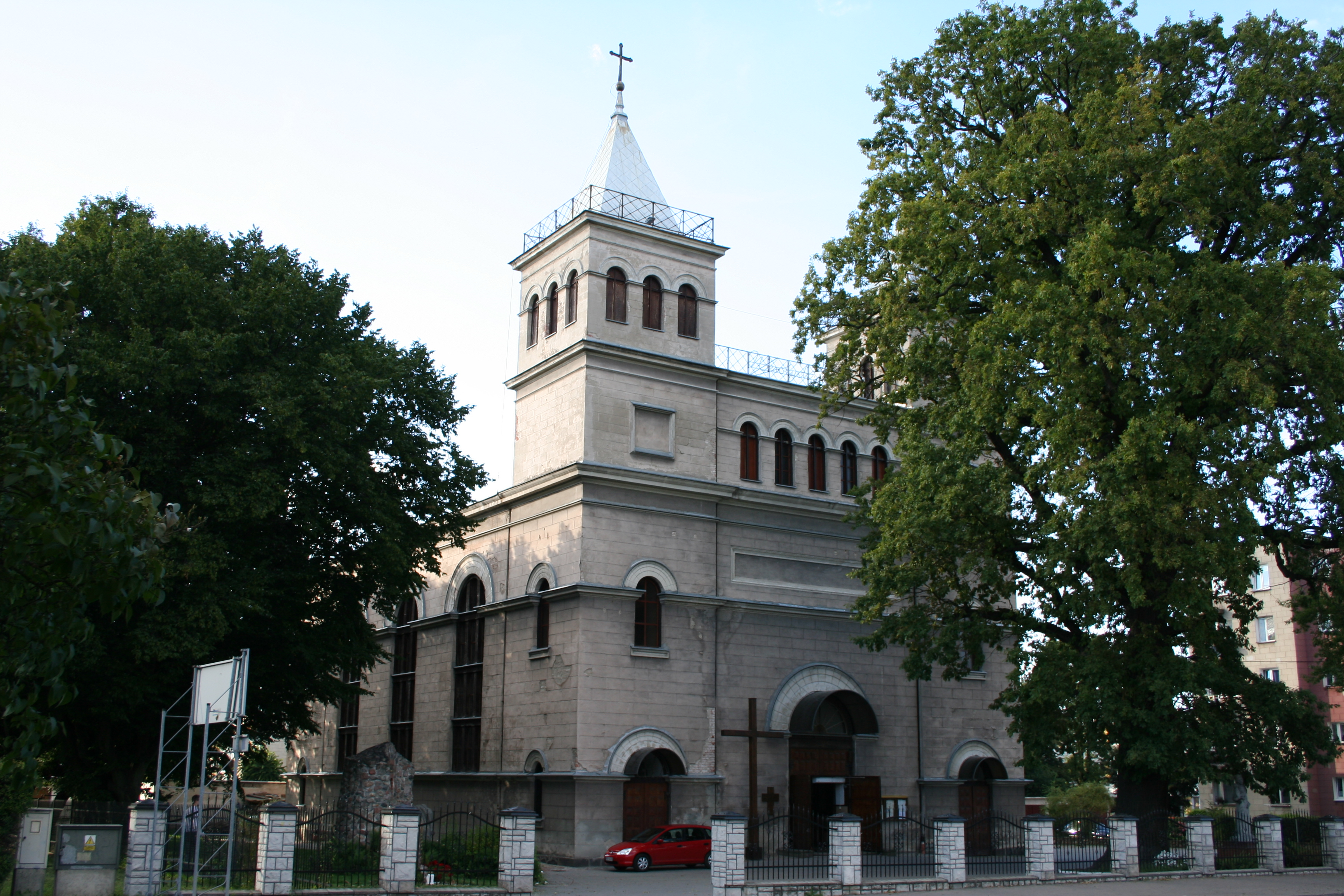
Kostel sv. Antonína
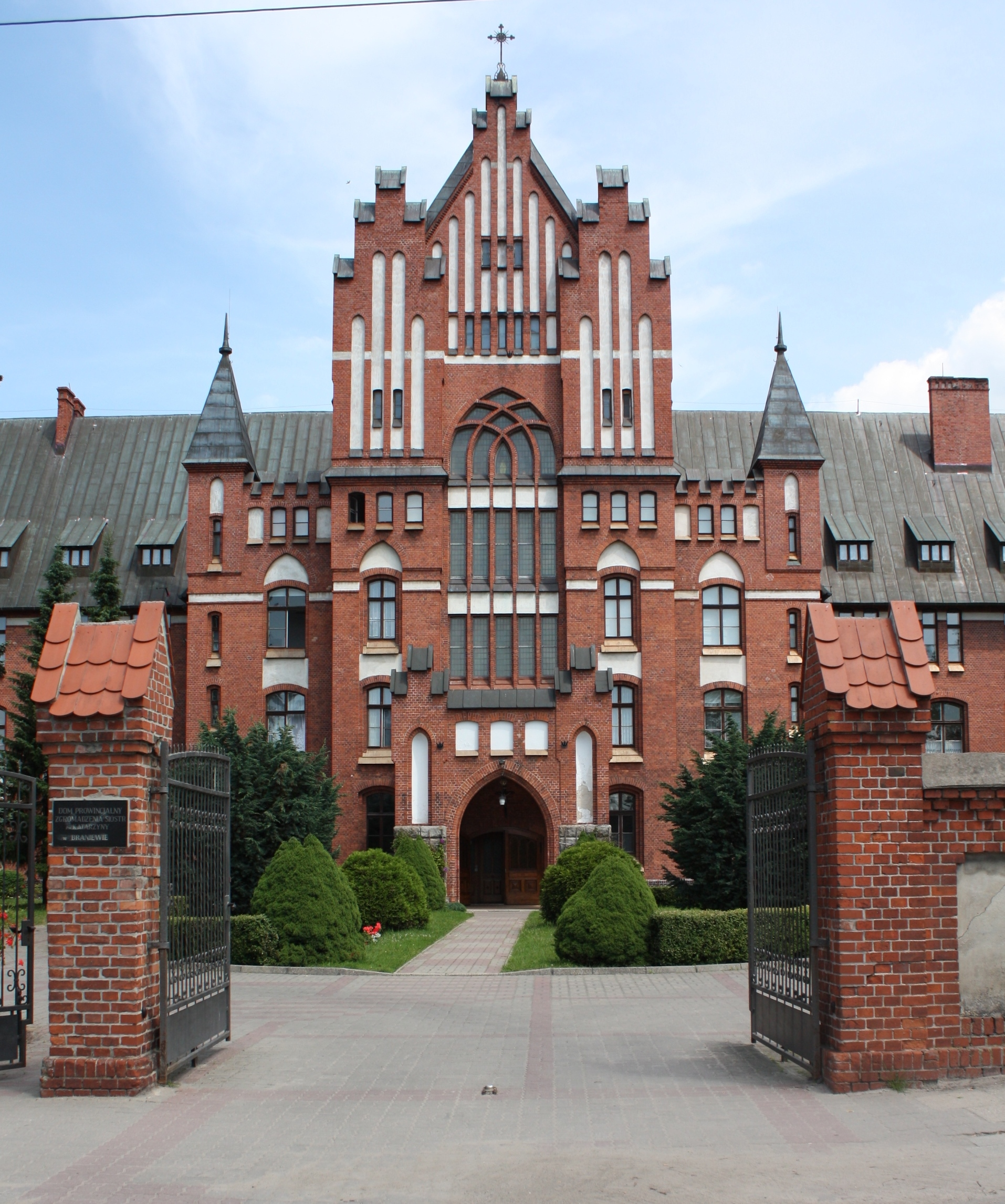
Klášter sv. Kateřiny
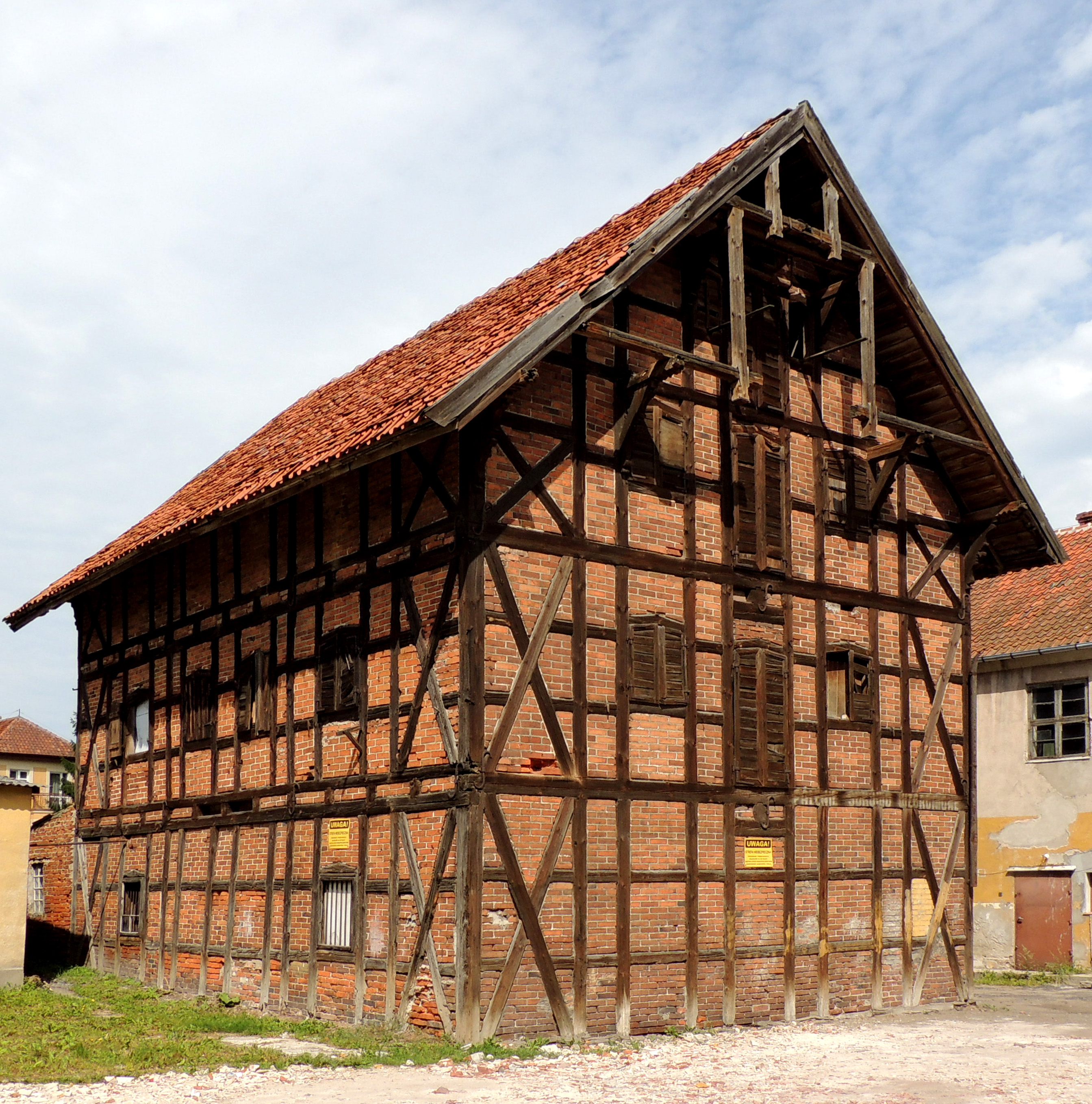
Hrázděný dům
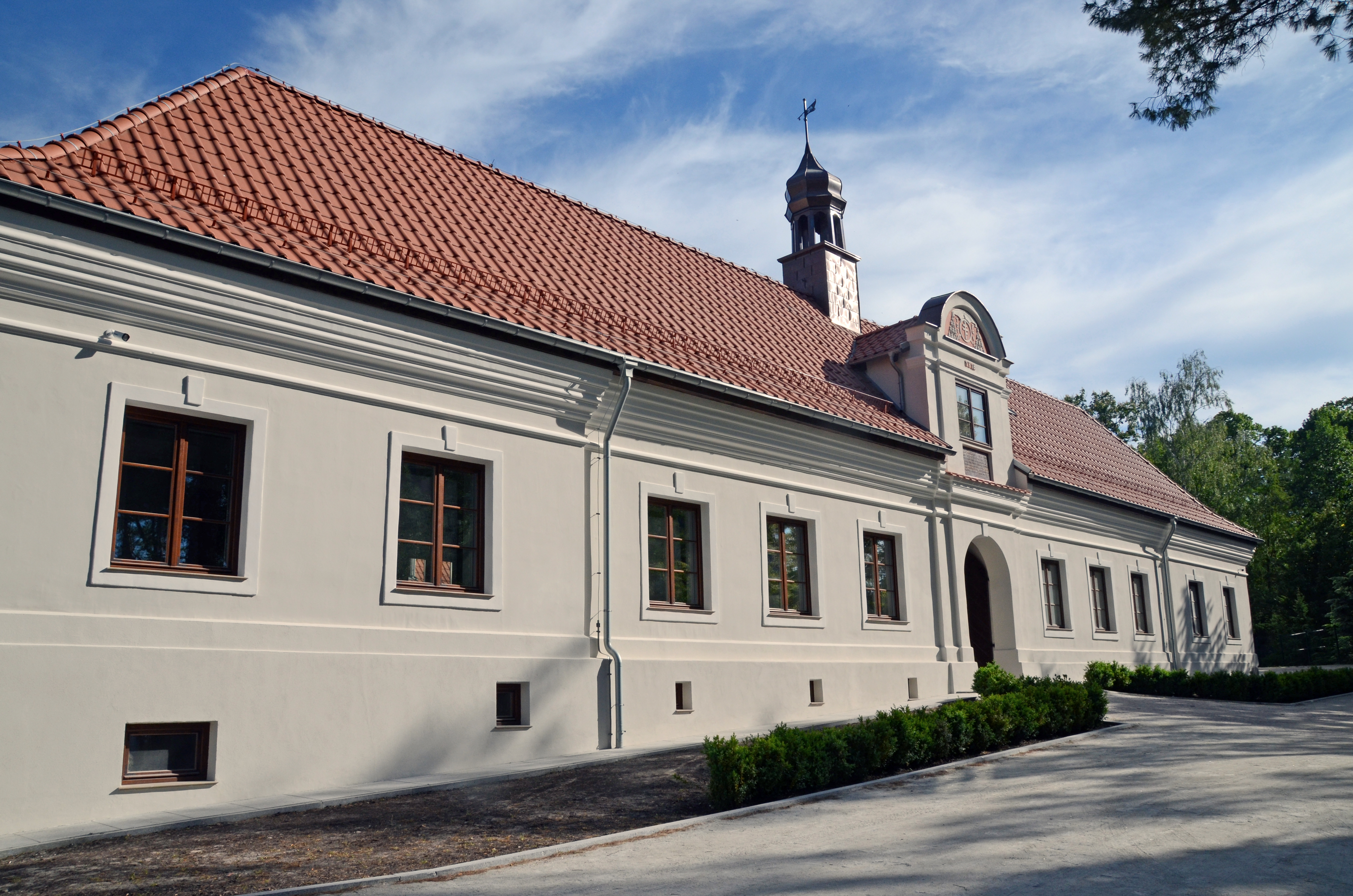
Palác Potocki
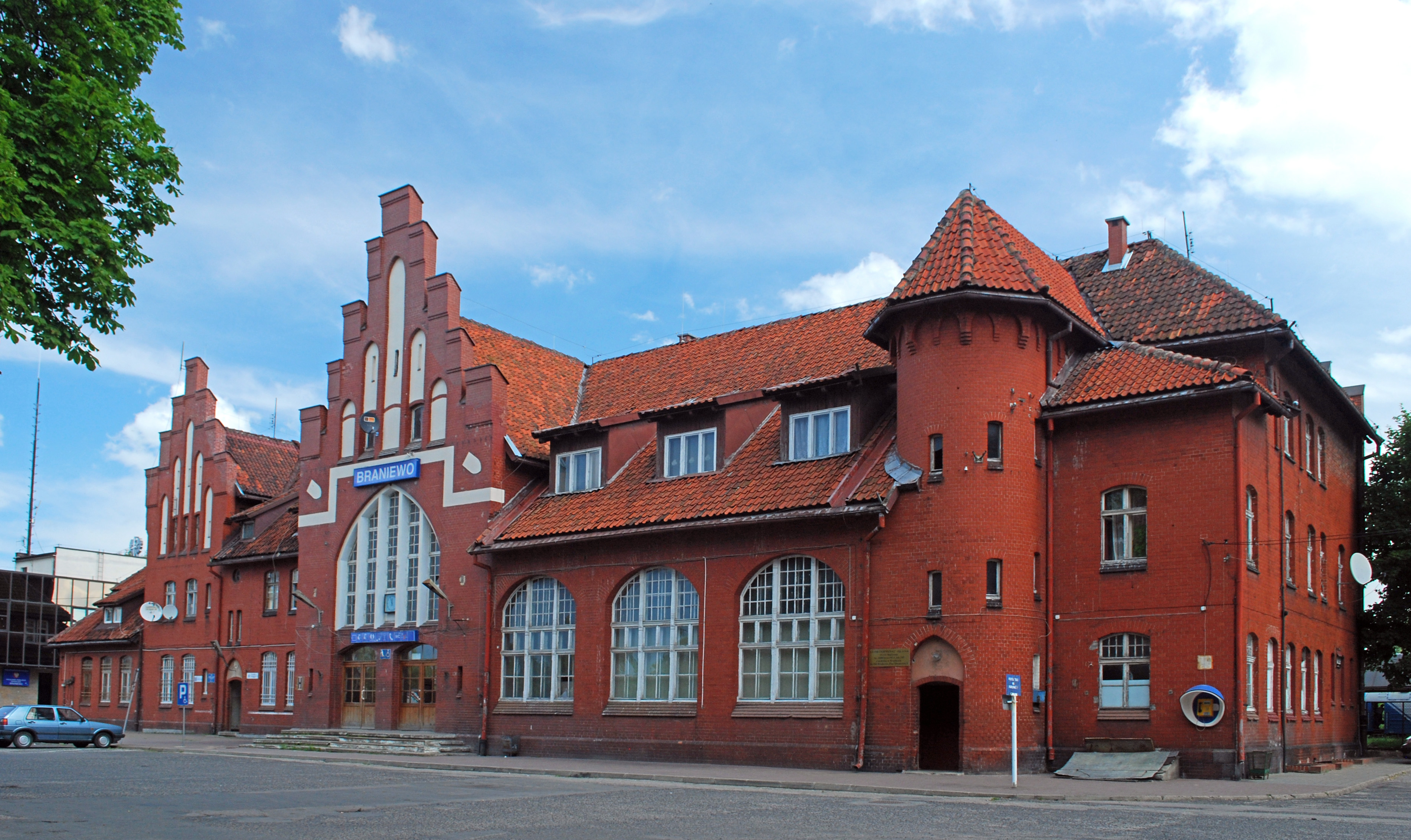
Staré pruské nádraží
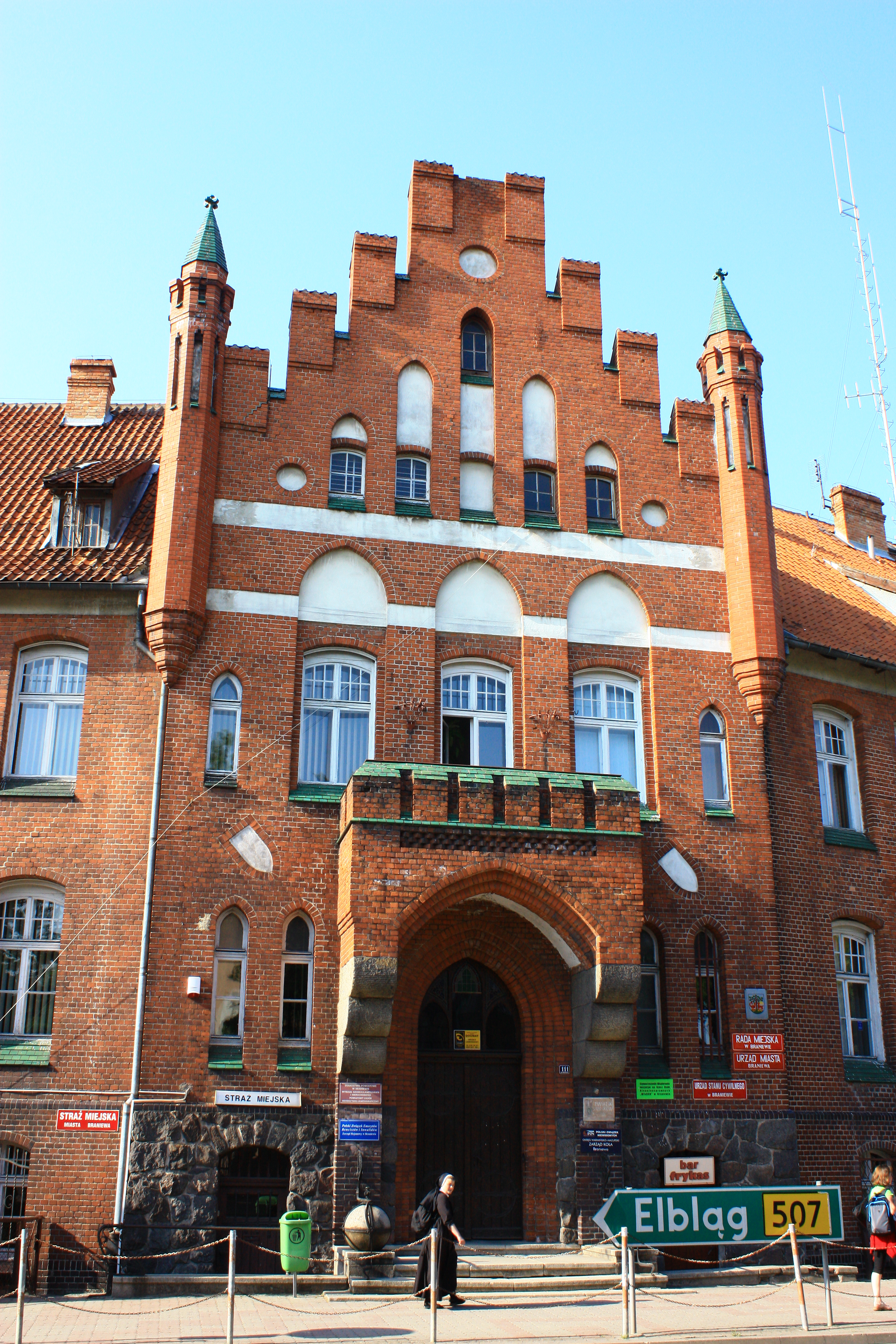
Radnice
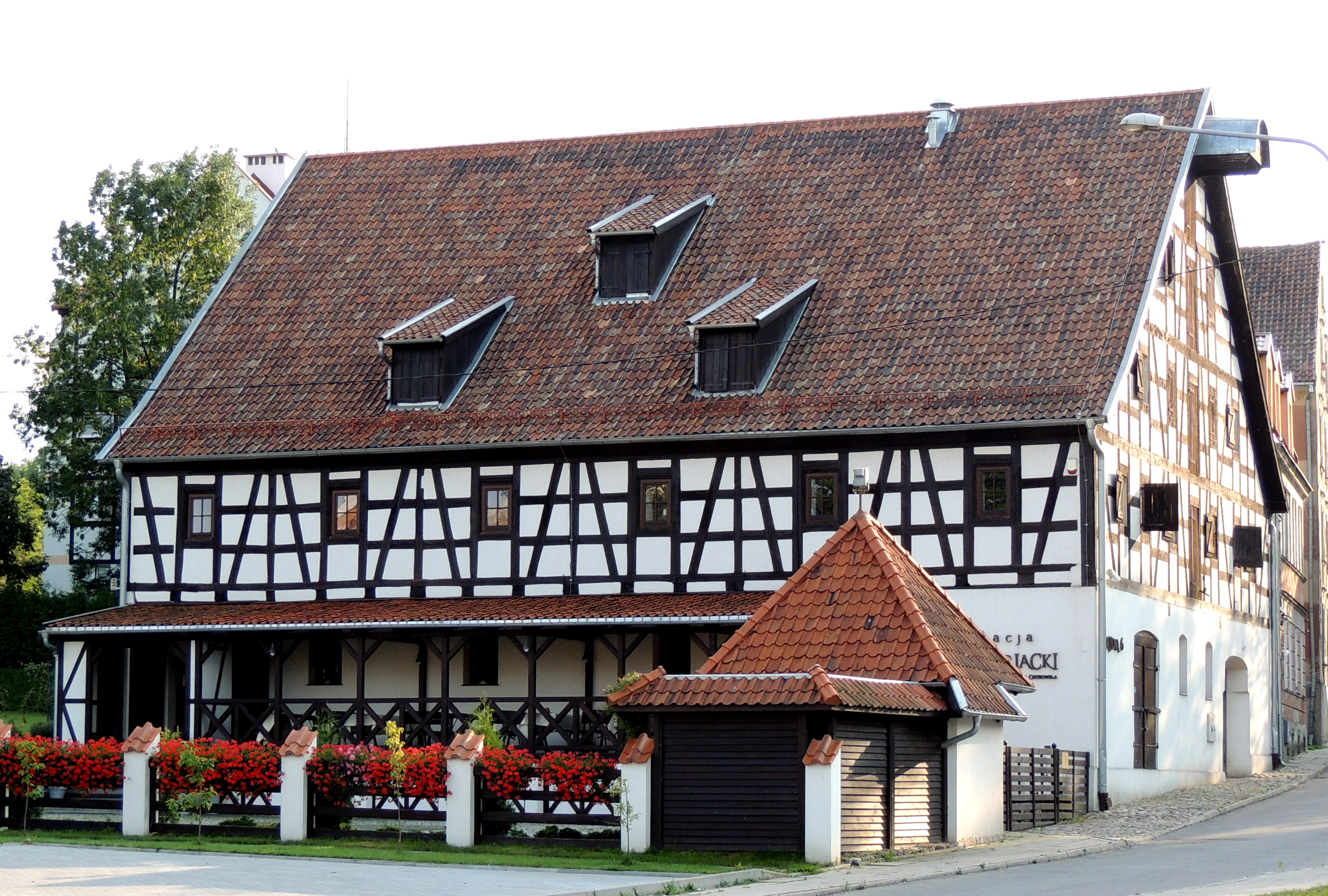
Stará sýpka

## Partnerská města
- Münster, Německo
- Nošovice, Česká republika

#### Bývalá partnerská města
- Zelenogradsk, Rusko (Partnerství ukončeno v roce 2022 v reakci na ruskou invazi na Ukrajinu).[2]